# Christelijk Nationaal Vakverbond
Der Christelijk Nationaal Vakverbond (CNV) ist ein Gewerkschaftsbund in den Niederlanden.
Er war im Rahmen der sogenannten Versäulung traditionell evangelisch-reformiert geprägt, wobei er heutzutage eher ökumenisch ausgerichtet ist. In Belgien gibt es den Algemeen Christelijk Vakverbond, der allerdings nicht mit dem CNV verbunden ist. Der CNV nahm in den 1970er Jahren mit den anderen Gewerkschaften NKV (katholisch) und NVV (sozialistisch) an Gesprächen über einen Zusammenschluss teil, beschloss dann jedoch die Eigenständigkeit beizubehalten. Der Zusammenschluss zwischen den anderen beiden Gewerkschaften kam 1976 unter dem Namen FNV zustande.
Der CNV ist Mitglied des  Internationalen Gewerkschaftsbundes und des  Europäischen Gewerkschaftsbundes. In der Mitgliederliste des IGB wird die Mitgliedschaft mit 268.000 angegeben (Stand: November 2017).